# 鲁都克天主教堂
鲁都克天主教堂位于云南省文山壮族苗族自治州砚山县西部约130公里处的阿舍彝族乡鲁都克村，海拔2200米，由法国天主教巴黎外方传教会传教士兴建。1893年，计司铎来此传教，建草房三间。1896年，法国神父丰常盈开始兴建教堂，至1908年完成。1938年丰神父病故。1952年神父被逐，教堂关闭。1990年代教堂恢复开放。1998年11月13日，鲁都克天主教堂公布为第五批云南省文物保护单位，编号5-12。